# Oscofòries
Les Oscofòries (en grec antic: ὀσχοφόρια o ὠσχοφόρια) eren unes festes de la verema que se celebraven a l'antiga Àtica en honor de Dionís i Atena, els que donaven el vi i l'oli, i al mateix temps honorava Teseu i Ariadna.
Se suposa que se celebrava al començament del mes de Pianèpsion. La llegenda atribueix la seva fundació a Teseu. El seu nom derivava del mot ὦσχος, ὄσχος o ὄσχη (oskhos, oskhé), que fa referència a la branca de vinya amb raïm.
El dia de la festa, dos joves anomenats oscòfors (ὀσχοφόροι) i que havien de tenir els pares vius eren elegits d'entre els ciutadans més rics. Anaven vestits de dones i portaven sarments amb raïm del temple de Dionís a Atenes fins al d'Atena a Falèron. Els dos joves eren seguits per una processó que també portaven branques de vinya, i uns cors cantaven himnes anomenats cants oscofòrics (ὠσχοφορικὰ μέλη) que anaven acompanyats de danses. A les festes hi participaven unes dones que representaven les mares dels dos joves, i els portaven provisions i els relataven històries. Durant el sacrifici, el bàcul de l'herald estava ornat amb garlandes, i en el moment de les libacions els assistents proferien un crit de guerra (eleleu, iú iú, segons Plutarc).
Els efebs de totes les tribus feien després una cursa de la ciutat fins al temple d'Atena, i el guanyador rebia una copa amb cinc coses diferents, vi, mel, formatge, farina i oli i només el que guanyava bevia d'aquesta copa, segons Ateneu de Nàucratis. Procle també parla de la festa.